# ديفيد نايت
ديفيد نايت (بالإنجليزية: David Knight)‏، من مواليد 15 يناير 1987 في هويتون في إنجلترا، لاعب كرة قدم إنجليزي.
بدأ مسيرته الكروية مع نادي ميدلزبره، وهو يلعب معهم حتى الآن.

## روابط خارجية
- ديفيد نايت على موقع قاعدة بيانات كرة القدم.إي يو (الإنجليزية)
- ديفيد نايت على موقع Soccerbase.com (لاعب) (الإنجليزية)
- ديفيد نايت على موقع كووورة